# هزینه نیروی کار مستقیم
هزینه نیروی کار مستقیم (انگلیسی: Direct labor cost) یا هزینه کار مستقیم، به بخشی از حقوق و دستمزد اطلاق می‌شود، که می‌تواند به‌طور خاص و به‌طور مداوم به تولید محصول یا ارائه یک خدمات اختصاص داده شود یا مرتبط گردد. هزینه کار مستقیم، به هزینه کار انجام شده توسط کارگران در خط تولید محصول نیز گفته می‌شود.